# Johnson (Oklahoma)
Johnson és un poble dels Estats Units a l'estat d'Oklahoma. Segons el cens del 2000 tenia 223 habitants.

## Demografia
Segons el cens del 2000, Johnson tenia 223 habitants, 91 habitatges, i 73 famílies. La densitat de població era de 21,8 habitants per km².
Dels 91 habitatges en un 26,4% hi vivien nens de menys de 18 anys, en un 61,5% hi vivien parelles casades, en un 14,3% dones solteres, i en un 18,7% no eren unitats familiars. En el 14,3% dels habitatges hi vivien persones soles el 6,6% de les quals corresponia a persones de 65 anys o més que vivien soles. El nombre mitjà de persones vivint en cada habitatge era de 2,45 i el nombre mitjà de persones que vivien en cada família era de 2,65.
Per edats la població es repartia de la següent manera: un 23,8% tenia menys de 18 anys, un 6,3% entre 18 i 24, un 28,3% entre 25 i 44, un 28,3% de 45 a 60 i un 13,5% 65 anys o més.
L'edat mediana era de 41 anys. Per cada 100 dones de 18 o més anys hi havia 88,9 homes.
La renda mediana per habitatge era de 29.464 $ i la renda mediana per família de 30.893 $. Els homes tenien una renda mediana de 29.844 $ mentre que les dones 25.417 $. La renda per capita de la població era de 15.305 $. Entorn del 9,9% de les famílies i el 9,2% de la població estaven per davall del llindar de pobresa.

## Poblacions més properes
El següent diagrama mostra les poblacions més properes.